# Кьорьош
Кьорьош (на унгарски: Körös) е река в Унгария (области Бекеш, Яс-Надкун-Солнок и Чонград), ляв приток на Тиса, ляв приток на Дунав). Дължина 91 km (с лявата съставяща я река Кришул Алб 327 km). Площ на водосборния басейн 27 537 km².
Река Кьорьош се образува от сливането на двете съставящи я реки Кришул Алб (Фехер Кьорьош, 236 km, лява съставяща) и Кришул Негру (Фекете Кьорьош, 168 km, дясна съставяща), на 86 m н.в., на 5 km северно от град Дюла, в източната част на област Бекеш в Унгария. По цялото си протежение тече през източната част на Среднодунавската низина (Алфьолд) в началото на северозапад, в средата на запад и накрая на юг-югозапад. Цялото ѝ течение е коригирано и канализирано чрез водозащитни диги. Влива се отляво в река Тиса (ляв приток на Дунав), на 80 m н.в., при град Чонград в северната част на областта Чонград.
На северозапад, север и североизток водосборният басейн на Кьорьош граничи с водосборните басейни на реките Красна, Самош и други по-малки леви притоци на Тиса, а на изток и юг – с водосборните басейни на река Муреш и други малки леви притоци на Тиса. В тези си граници площта на водосборния басейн на реката възлиза на 27 537 km² (17,52% от водосборния басейн на Тиса). Основни притоци: леви – Кришул Алб (Фехер Кьорьош, 236 km, 4240 km²); десни – Кришул Негру (Фекете Кьорьош, 168 km, 4450 km²) и Шебеш-Кьорьош (Кришул-Репеде, 209 km, 2973 km).
С цел подобряване на корабоплаването на плиткогазещи съдове в долното течение реката е шлюзована. В нея се вливат множество отводнителни канали, дрениращи големи заблатени участъци в низината. Среден годишен отток в долното течение 100 m³/sec. По цялото си протежение долината на Кьорьош е гъсто заселена, като най-големите селища са градовете Бекеш, Дьомаендрьод и Кунсентмартон.